# Archi Cianfrocco

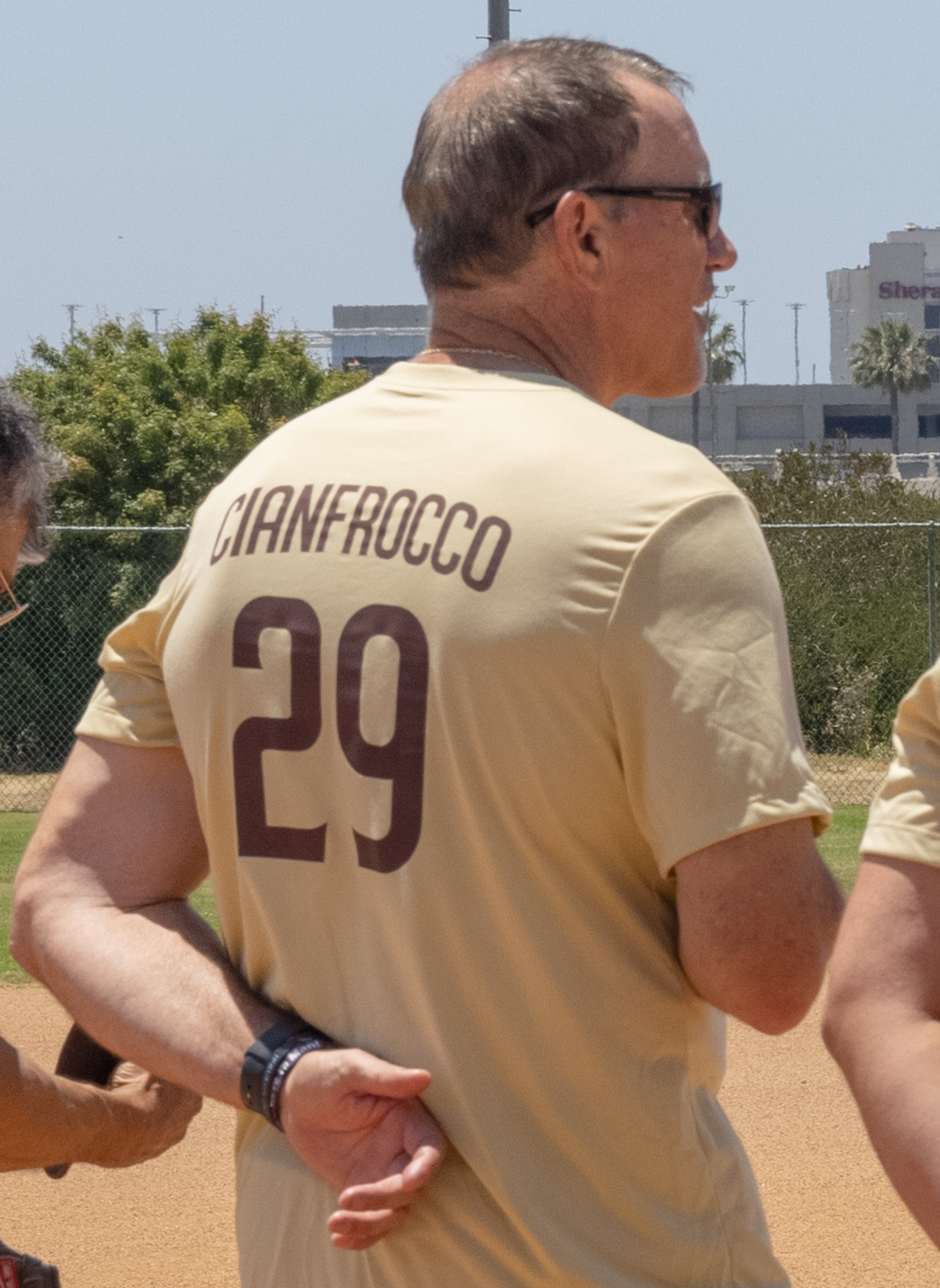
Archi Cianfrocco

Angelo Dominic Cianfrocco (né le 6 octobre 1966 à Rome, New York, États-Unis) est un ancien joueur américain de baseball. Il a joué dans les Ligues majeures de 1992 à 1998, principalement pour les Padres de San Diego.

## Carrière
Archi Cianfrocco commence sa carrière chez les Expos de Montréal en 1992. En 1993, il est échangé aux Padres de San Diego pour le lanceur Tim Scott. Cianfrocco s'aligne avec les Padres jusqu'en 1998.
En 500 parties dans le baseball majeur, il a frappé 308 coups sûrs dont 34 circuits, a produit 185 points et en a marqué 136. Il affiche une moyenne au bâton de,241. Il a produit 48 points pour les Expos et les Padres en 1993. Il a été utilisé dans 235 matchs au premier but et dans 185 au troisième coussin.